# Гидроксид-нитрат свинца(II)
Гидроксид-нитрат свинца(II) — неорганическое соединение,
осно́вная соль свинца и азотной кислоты
с формулой Pb(OH)NO3,
бесцветные кристаллы,
растворяется в воде.

## Получение
- Кипячение разбавленного водного раствора нитрата свинца(II) (гидролиз):

{\displaystyle {\mathsf {Pb(NO_{3})_{2}+H_{2}O\ {\xrightarrow {100^{o}C}}\ Pb(OH)NO_{3}+HNO_{3}}}}
- Осаждение раствором аммиака раствора нитрата свинца(II):

{\displaystyle {\mathsf {Pb(NO_{3})_{2}+NH_{3}\cdot H_{2}O\ {\xrightarrow {}}\ Pb(OH)NO_{3}+NH_{4}NO_{3}}}}
соединение плохо растворяется в избытке раствора аммиака.

## Физические свойства
Гидроксид-нитрат свинца(II) образует бесцветные (белые) кристаллы.
Растворяется в воде.
Сообщается о существовании гидроксида-нитрата свинца(II) состава Pb2(OH)3NO3 .